# Pałac Kew
Pałac Kew (ang. Kew Palace) – nazwa przypisywana trzem budynkom istniejącym niegdyś niezależnie od siebie w tej samej okolicy zwanej Kew, w londyńskiej dzielnicy Richmond upon Thames. Jeden z nich zachował się do dziś i jest najmniejszym budynkiem, który posiadał kiedykolwiek status brytyjskiego pałacu królewskiego.

## Pierwszy pałac
Pierwszy budynek noszący nazwę Pałacu Kew został wzniesiony w 1631 jako rezydencja zamożnej rodziny Capel. Później jedna z panien z tego rodu wniosła go jako posag do majątku swego męża, Samuela Molyneux, osobistego sekretarza króla Jerzego II. Przez wiele lat Molyneuex użyczał pałac królewskiemu synowi, księciu Fryderykowi, dla którego stał się on jedną z ulubionych rezydencji. Później stracił jednak swoje znaczenie. Nie przetrwał do naszych czasów.

## Drugi pałac

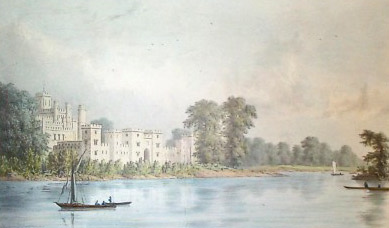
Nowy Pałac Kew na rysunku z 1823

W 1802 z rozkazu króla Jerzego III rozpoczęły się pracę nad tzw. Nowym Pałacem Kew, budowanym w wystawnym, neogotyckim stylu. Znajdował się on w wielkim parku, znanym jako Ogrody Kew. Kiedy w 1810 król został uznany za niezdolnego do zasiadania na tronie z powodu choroby psychicznej, zamieszkanie w pałacu zaoferowano jego żonie, królowej Szarlottcie. Gdy ta odmówiła, potężny gmach opustoszał, a w 1828 parlament zdecydował, iż jego utrzymywanie jest zbyt kosztowne, i nakazał rozbiórkę.

## Współczesny Pałac Kew
Budynek dziś znany jako Pałac Kew został wzniesiony w 1663 przez holenderskiego kupca, któremu zawdzięczał swą pierwotną nazwę Dutch House (Dom Holenderski). Był i jest stosunkowo skromną willą, usytuowaną naprzeciwko miejsca, gdzie potem powstał Nowy Pałac. Holender sprzedał go rodzinie Lovett. Począwszy od 1734, był on dzierżawiony przez dwór królewski i służył jako rezydencja rodziny panującej. W 1781 Jerzy III ostatecznie zakupił go na własność. W czasie budowy Nowego Pałacu, Dutch House służył królowi jako dogodne miejsce noclegu, skąd mógł na bieżąco doglądać prac. Po odmowie przejęcia Nowego Pałacu ze strony królowej Szarlotty, ten właśnie gmach stał się jej siedzibą zajmowaną aż do śmierci w 1818. Kiedy w 1837 na tron wstąpiła królowa Wiktoria, oddała większość Ogrodów Kew narodowi (powstały tam Królewskie Ogrody Botaniczne, dziś wpisane na listę światowego dziedzictwa UNESCO). Wśród oddanych budynków znalazł się też Dutch House, dziś znany jako Pałac Kew.
W latach 1996–2006 budynek przeszedł gruntowną renowację i jest obecnie dostępny dla zwiedzających.